# Зепто-
зепто- (zepto-) — префікс системи SI, що означає множник 10−21. Вживається разом з метричними та деякими іншими одиницями вимірювання. Префікс затверджено 1991 року. Назва походить від французького sept або латинського septem, що означає сім, оскільки дорівнює 1/10007.
- Українське умовне позначення: з
- Міжнародне умовне позначення: z

Умовне позначення префіксу ставиться перед позначенням одиниці вимірювання, наприклад: зептосекунда — зс, zs.
Приклади значень:
- Заряд одного електрона: 160 зептокулон (зКл).
- Один зептомоль речовини (змоль) містить приблизно 602 молекули (або атома, або пар іонів у залежності від структури речовини).